# Comarca do Rio das Mortes

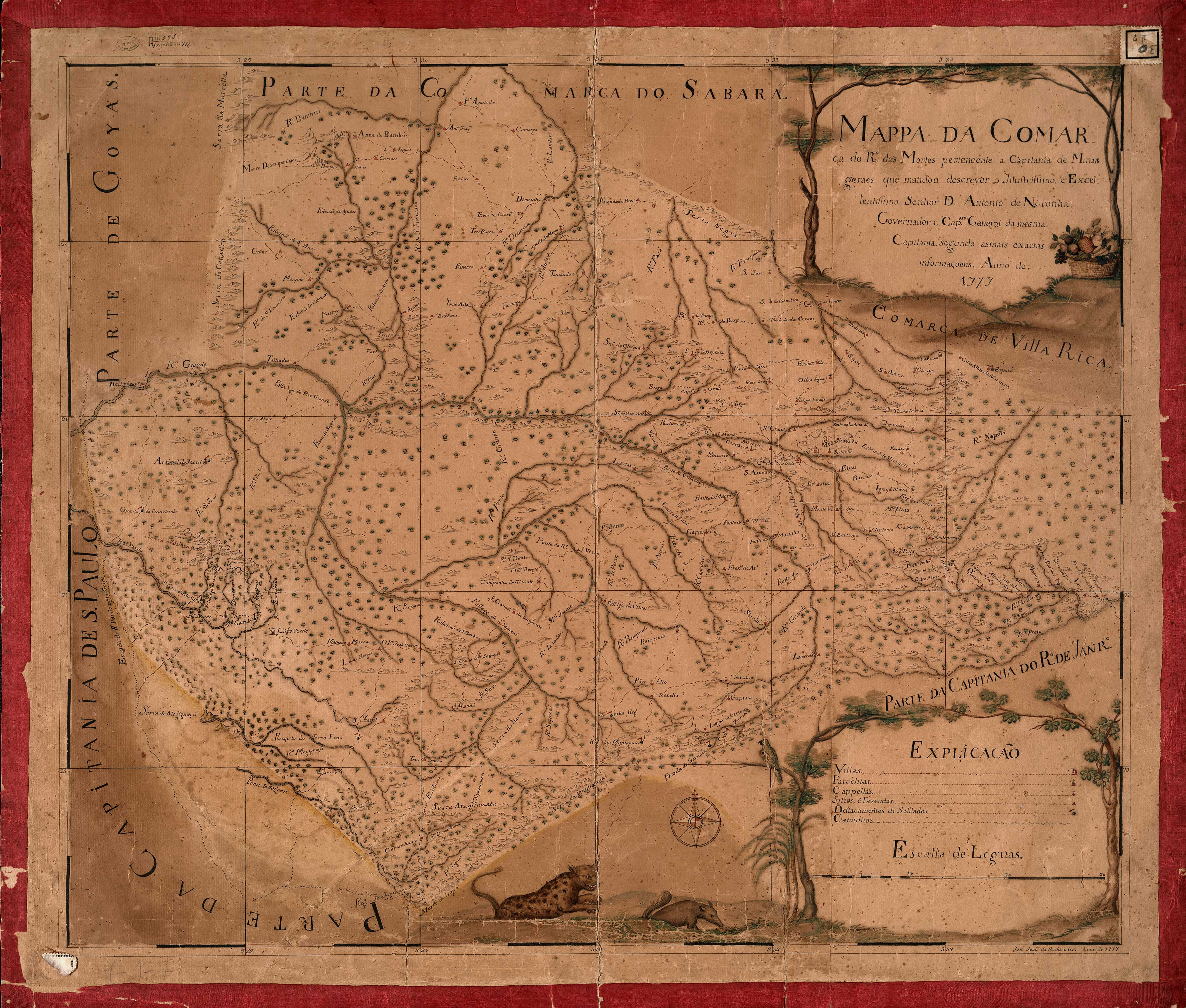
Mapa da Comarca do Rio das Mortes em 1777

A comarca do Rio das Mortes foi instituída em 1714 e teve como sede a vila de São João del-Rei, na capitania de São Paulo e Minas de Ouro. Existiu até 8 de abril de 1892, quando foi substituída pela Comarca de São João del-Rei, com a reorganização do sistema judiciário no Brasil após a Proclamação da República.[carece de fontes?]

## Histórico
A capitania de Minas Gerais, instituída em 1720 a partir da divisão da capitania de São Paulo e Minas de Ouro, teve a comarca do Rio das Mortes como uma das três primeiras existentes.[carece de fontes?]
A comarca compreendia, além de São João del-Rei, os termos de Jacuí, Baependi, Campanha, Barbacena, Queluz, Oliveira, São José do Rio das Mortes e Tamanduá. A leste, divisava com a comarca de Vila Rica,  ao norte com a comarcas do Rio das Velhas e de Paracatu, a oeste com as capitanias de Goiás e São Paulo e ao sul com as capitanias de São Paulo e do Rio de Janeiro.[carece de fontes?]

### Estudos sobre a Comarca
Vários estudos sobre a comarca foram desenvolvidos no Departamento de Ciências Sociais da UFSJ e no IHG de São João del-Rei.[carece de fontes?]